# Lina Rotter
Lina Rotter geb. Hamann (* 4. September 1892 in Frankfurt am Main; † 4. August 1975 ebenda) war eine hessische Politikerin (SPD) und ehemalige Abgeordnete des Hessischen Landtags.
Lina Rotter arbeitete nach dem Besuch der Volksschule als kaufmännische Angestellte und war Vertrauensperson der weiblichen Angestellten des Frankfurter Konsumvereins. 1910 wurde sie Mitglied des Zentralverbandes der Angestellten, 1912 der SPD. Sie war ehrenamtlich in einer Kinderschutzkommission, nach 1918 auch leitend in der Frauenbewegung und bei den ‘Kinderfreunden‘ tätig. Nach der Machtergreifung der Nationalsozialisten musste sie 1933 bis 1945 ihre politische Tätigkeit unterbrechen. Von 1948 bis 1950 war sie Stadtverordnete in Frankfurt am Main.
Vom 1. Dezember 1950 bis 30. November 1958 war sie zwei Wahlperioden lang Mitglied des Hessischen Landtags. 1954 war sie Mitglied der 2. Bundesversammlung.